# Цагаризе
Цагаризе, Цаґаризе (італ. Zagarise, сиц. Zagarisi) — муніципалітет в Італії, у регіоні Калабрія,  провінція Катандзаро.
Цагаризе розташоване на відстані близько 480 км на південний схід від Рима, 13 км на північний схід від Катандзаро.
Населення — 1674 особи (2014).
Щорічний фестиваль відбувається 9 липня. Покровитель — San Pancrazio.

## Демографія
Населення за роками:

Станом на 1 січня 2023 року в муніципалітеті офіційно проживало 35 іноземців з 11 країн, серед них 21 громадянин країн Євросоюзу та 1 громадянин України.

## Сусідні муніципалітети
- Альбі
- Маджизано
- Мезорака
- Петрона
- Селлія
- Селлія-Марина
- Серсале
- Соверія-Сімері
- Таверна